# Magatzems Salvans, Fontanals i Cia.
Els Magatzems Salvans, Fontanals i Cia. són un conjunt de dos edificis del centre de Terrassa, protegits com a bé cultural d'interès local, que pertanyien a la mateixa empresa tèxtil.

## Descripció
El Magatzem Salvans és un edifici de caràcter industrial, format per una nau rectangular amb façana a dos carrers, el del Passeig i el carrer Nou de Sant Pere. Presenta dues plantes clarament diferenciades per la línia d'imposta, que marca el forjat, i grans finestres d'esquema vertical que contrasten amb l'horitzontalitat marcada per les impostes i cornises. La construcció té un sòcol de maó vist i parets de paredat comú amb morter emmarcades per pilastres i impostes de maó formant requadres. L'acabament superior forma una cornisa de maó i fris de ceràmica blanca i blava. Són interessants els trencaaigües de les obertures, de maó rom, així com la tortugada de ceràmica de la teulada. Les finestres apareixen cegues amb plafons ceràmics de color groc i negre.

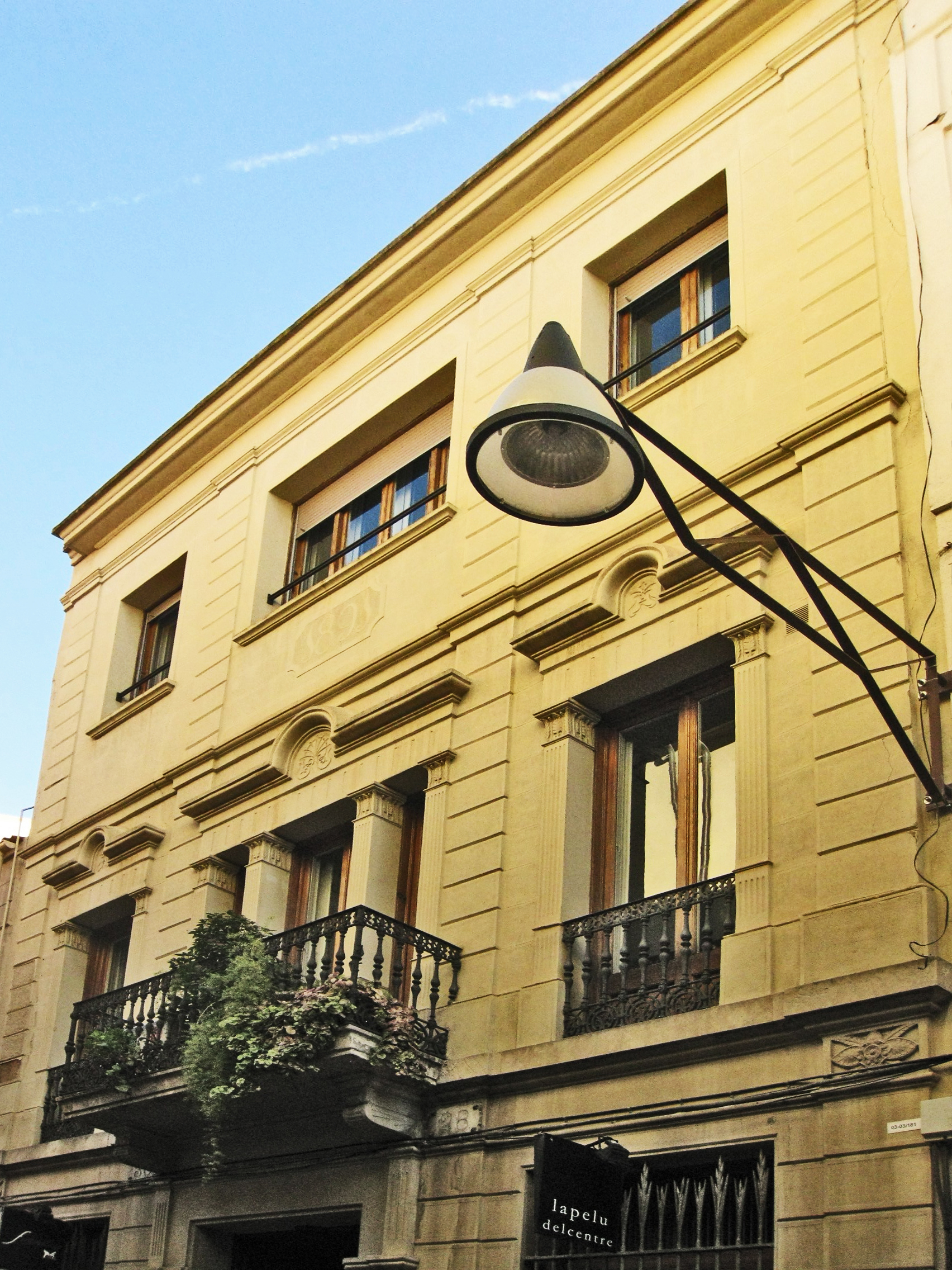
Magatzem Joan Fontanals, al carrer del Camí Fondo

Pel pati interior comunica amb l'altre edifici, l'antic Magatzem Joan Fontanals. És un edifici entre mitgeres de planta baixa i dos pisos, de caràcter eclèctic. Hi destaquen els elements classicistes com les pilastres amb capitells i els frontons sobre les obertures del primer pis, així com el ferro forjat de les baranes i les reixes de les finestres.

## Història
El conjunt està format per dos antics magatzems. El més antic, el Magatzem Joan Fontanals, al carrer del Camí Fondo, és obra del mestre d'obres Joan Carpinell, del 1891. Actualment té ús comercial i residencial.
L'altre edifici, originàriament el Magatzem Salvans, va ser bastit per l'arquitecte Lluís Muncunill l'any 1901. És una de les seves primeres obres en què trobem elements de clara influència modernista, en l'aplicació d'elements ceràmics i en els tipus de lletres que anunciaven el magatzem, que han desaparegut. La façana que dona al carrer Nou de Sant Pere ha estat totalment transformada per al seu ús com a oficina bancària.